# Cry Murder
Cry Murder (oft auch Crymurder geschrieben) war eine australische Melodic-Death-Metal- und Metalcore-Band aus Adelaide, die 2003 gegründet wurde und sich 2009 auflöste.

## Geschichte
Die Band spielte 2003 ihr erstes Konzert und trat dabei zusammen mit I Killed the Prom Queen auf. Die Band bestand aus dem Sänger Dylan Cameron, dem Bassisten Ben Loy, dem Gitarristen Mike Loy, dem Schlagzeuger Dharran McMahon und der Gitarristin Stacey Taylor. 2006 erschien in Eigenveröffentlichung die EP From the Shadow of Doubt, wodurch die Gruppe einen Plattenvertrag bei Resist Records erreichte. 2009 trat die Band zusammen mit I Killed the Prom Queen und Earth Crisis auf und war in der TV-Sendung Pushover zu sehen. Im selben Jahr wurde das Debütalbum Above Us the Waves veröffentlicht, ehe es auf eine nationale Tournee mit Anime Fire ging. Das Album war gegen Ende des Jahres 2008 im Capitalsound Studio und in den Slaughterhouse Studios unter der Leitung von Zack Ohren aufgenommen und in den Castle Ultimate Studios in Oakland, Kalifornien, abgemischt worden. Der Masterprozess war von dem Schweden Goran Finnberg übernommen worden. Gegen Ende des Jahres löste sich die Band auf. In ihrer Karriere trat die Band unter anderem auch zusammen mit Day of Contempt, Parkway Drive, Bleeding Through, Shai Hulud, Most Precious Blood, As I Lay Dying, Himsa, Hatebreed und Converge auf.

## Stil
Laut Brian Giffin in seiner Encyclopedia of Australian Heavy Metal spielt die Band eine melodische Form des Metalcore. Allshallperish von killyourstereo.com fasste die Musik von Above Us the Waves als eine Mischung aus The Acacia Strain, Himsa und Darkest Hour zusammen. Man könne der Gruppe anhören, dass sie sich in den letzten Jahren entwickelt habe. Auf dem Album gebe es wenig Liedmaterial, das als bloßer Füller diene und auch die sonst oft benutzten Breakdowns würden in den Songs nicht so häufig vorkommen.

## Diskografie
- 2006: From the Shadow of Doubt (EP, Eigenveröffentlichung)
- 2009: Above Us the Waves (Album, Resist Records)